# Avlija (Čajniče, BiH)
Avlija je naseljeno mjesto u općini Čajniču, Republika Srpska, BiH. Nalazi se uz obale rječice Batovke.
Godine 1985. pripojeno joj je naselje Haskovići (Sl.list SRBiH, br.24/85).

## Stanovništvo
| Narod     | Popis 1961. | Popis 1971. | Popis 1981. | Popis 1991. |
| --------- | ----------- | ----------- | ----------- | ----------- |
| Hrvati    |             |             |             |             |
| Muslimani | 177         | 167         | 112         | 129         |
| Srbi      |             |             | 1           |             |
| ostali    | 1           | 1           |             |             |
| Ukupno    | 178         | 168         | 113         | 129         |